# Liste des titres musicaux numéro un aux États-Unis en 2019
Liste les titres musicaux ayant le plus de succès au cours de l'année 2019 aux États-Unis d'après le magazine Billboard.

## Historique
| Date         | Artiste(s)                          | Titre                           | Référence |
| ------------ | ----------------------------------- | ------------------------------- | --------- |
| 5 janvier    | Ariana Grande                       | Thank U, Next                   |           |
| 12 janvier   | Halsey                              | Without Me                      |           |
| 19 janvier   | Post Malone & Swae Lee              | Sunflower                       |           |
| 26 janvier   | Halsey                              | Without Me                      |           |
| 2 février    | Ariana Grande                       | 7 Rings                         |           |
| 9 février    | Ariana Grande                       | 7 Rings                         |           |
| 16 février   | Ariana Grande                       | 7 Rings                         |           |
| 23 février   | Ariana Grande                       | 7 Rings                         |           |
| 2 mars       | Ariana Grande                       | 7 Rings                         |           |
| 9 mars       | Lady Gaga & Bradley Cooper          | Shallow                         |           |
| 16 mars      | Jonas Brothers                      | Sucker                          |           |
| 23 mars      | Ariana Grande                       | 7 Rings                         |           |
| 30 mars      | Ariana Grande                       | 7 Rings                         |           |
| 6 avril      | Ariana Grande                       | 7 Rings                         |           |
| 13 avril     | Lil Nas X                           | Old Town Road                   |           |
| 20 avril     | Lil Nas X featuring Billy Ray Cyrus | Old Town Road                   |           |
| 27 avril     | Lil Nas X featuring Billy Ray Cyrus | Old Town Road                   |           |
| 4 mai        | Lil Nas X featuring Billy Ray Cyrus | Old Town Road                   |           |
| 11 mai       | Lil Nas X featuring Billy Ray Cyrus | Old Town Road                   |           |
| 18 mai       | Lil Nas X featuring Billy Ray Cyrus | Old Town Road                   |           |
| 25 mai       | Lil Nas X featuring Billy Ray Cyrus | Old Town Road                   |           |
| 1er juin     | Lil Nas X featuring Billy Ray Cyrus | Old Town Road                   |           |
| 8 juin       | Lil Nas X featuring Billy Ray Cyrus | Old Town Road                   |           |
| 15 juin      | Lil Nas X featuring Billy Ray Cyrus | Old Town Road                   |           |
| 22 juin      | Lil Nas X featuring Billy Ray Cyrus | Old Town Road                   |           |
| 29 juin      | Lil Nas X featuring Billy Ray Cyrus | Old Town Road                   |           |
| 6 juillet    | Lil Nas X featuring Billy Ray Cyrus | Old Town Road                   |           |
| 13 juillet   | Lil Nas X featuring Billy Ray Cyrus | Old Town Road                   |           |
| 20 juillet   | Lil Nas X featuring Billy Ray Cyrus | Old Town Road                   |           |
| 27 juillet   | Lil Nas X featuring Billy Ray Cyrus | Old Town Road                   |           |
| 3 août       | Lil Nas X featuring Billy Ray Cyrus | Old Town Road                   |           |
| 10 août      | Lil Nas X featuring Billy Ray Cyrus | Old Town Road                   |           |
| 17 août      | Lil Nas X featuring Billy Ray Cyrus | Old Town Road                   |           |
| 24 août      | Billie Eilish                       | Bad Guy                         |           |
| 31 août      | Shawn Mendes & Camila Cabello       | Señorita                        |           |
| 7 septembre  | Lizzo                               | Truth Hurts                     |           |
| 14 septembre | Lizzo                               | Truth Hurts                     |           |
| 21 septembre | Lizzo                               | Truth Hurts                     |           |
| 28 septembre | Lizzo                               | Truth Hurts                     |           |
| 5 octobre    | Lizzo                               | Truth Hurts                     |           |
| 12 octobre   | Lizzo                               | Truth Hurts                     |           |
| 19 octobre   | Travis Scott                        | Highest in the Room             |           |
| 26 octobre   | Lizzo                               | Truth Hurts                     |           |
| 2 novembre   | Lewis Capaldi                       | Someone You Loved               |           |
| 9 novembre   | Selena Gomez                        | Lose You to Love Me             |           |
| 16 novembre  | Lewis Capaldi                       | Someone You Loved               |           |
| 23 novembre  | Lewis Capaldi                       | Someone You Loved               |           |
| 30 novembre  | Post Malone                         | Circles                         |           |
| 7 décembre   | Post Malone                         | Circles                         |           |
| 14 décembre  | The Weeknd                          | Heartless                       |           |
| 21 décembre  | Mariah Carey                        | All I Want for Christmas Is You |           |
| 28 décembre  | Mariah Carey                        | All I Want for Christmas Is You |           |